# Mosser
Mosser är en ort i civil parish Blindbothel i grevskapet Cumbria i England. Orten är belägen 5 km från Cockermouth. Mosser var en civil parish 1866–1934 när det uppgick i Blindbothel. Parish hade 56 invånare år 1931.